# Centro radiotelevisivo Biagio Agnes
Il Centro radiotelevisivo Biagio Agnes, anche noto come Centro di produzione Rai di Saxa Rubra, o semplicemente Saxa Rubra, è il più importante tra i centri di produzione della Rai.

## Storia
Il centro si trova nella zona settentrionale di Roma, nella frazione di Saxa Rubra (da cui prende il nome), e l'ingresso principale si trova in largo Villy de Luca n. 4. Fa parte del centro di produzione televisiva (CPTV) di Roma ed ospita 8 studi televisivi e 10 studi radiofonici.
Costruito tra il 1987 ed il 1992 su progetto dello studio dell'architetto Roberto Panella, viene inaugurato il 5 giugno 1990, in occasione del campionato mondiale di calcio, con la denominazione di International Broadcasting Center: qui infatti ebbe sede la stampa accreditata in occasione dell'evento. Al termine dei mondiali, il complesso venne convertito come "cittadella dell'informazione" della Rai, che vi trasferì la sede di tutte le sue testate giornalistiche, sia televisive, dapprima situate nel centro di produzione Rai di via Teulada, sia radiofoniche, in precedenza locate nella sede di Via del Babuino, sempre a Roma.
Sempre nel 1990 vennero qui trasferite le signorine buonasera attive a Roma (anch'esse in precedenza allocate presso il Centro di Via Teulada), fino alla cancellazione di tale figura da parte della Rai, avvenuta nel 2016.
Nel 1993 lo stabilimento sarebbe stato al centro di un progetto di colpo di Stato ad opera di diversi terroristi capeggiati dal pilota dell'ATI, Giovanni Marra, il cui piano non fu mai messo in opera.
Nel 2011, a seguito della sua scomparsa, il centro è stato intitolato a Biagio Agnes, ex direttore del TG1 nei primissimi anni di trasmissioni televisive della tv pubblica. Il 3 gennaio 2018, in seguito alla scomparsa del giornalista e storico direttore del TG1 Albino Longhi, il direttore generale della Rai Mario Orfeo e la presidente Monica Maggioni decidono di intitolare la Palazzina A, storica sede del TG1, a Longhi per il fatto di essere stato più volte direttore della testata.
Negli anni 2010 sono iniziati i lavori di conversione per la predisposizione degli studi televisivi alla trasmissione in HDTV.

## Struttura
Occupa una superficie di 190.000 m² ed è operativo tutti i giorni 24 ore su 24. Oltre alla produzione radiofonica e televisiva, dal centro viene gestita la messa in onda dei canali generalisti e tematici. Sono presenti 8 studi digitali, 70 sale montaggio e 10 centri di grafica. Nel centro si trovano anche un piazzale per i mezzi mobili, due bar, una mensa da 400 posti e due postazioni di Carabinieri e Polizia di Stato. Nel dicembre 2011 il centro radiotelevisivo viene intitolato a Biagio Agnes; l'ingresso principale di Largo Villy de Luca ospita infatti un monumento dedicato all'ex direttore generale. All'ingresso di Via Carlo Emery è posto il celebre Cavallo alato (1987) in legno rivestito d'oro dello scultore Mario Ceroli. È stato distribuito un prefisso telefonico dedicato per il solo centro di Saxa Rubra, lo 0769, spesso utilizzato per convogliare l'elevato numero di telefonate contemporanee dei telespettatori di telequiz o altre trasmissioni in diretta.

## Ripartizione
A Saxa Rubra hanno sede e sono prodotti i programmi delle seguenti testate e canali:
- Palazzina Albino Longhi (ex Palazzina A): TG1
- Palazzina B: studi televisivi
- Palazzina C: TG3
- Palazzina D: TG2
- Palazzina E: direzione giornalistica servizi per l'estero
- Palazzina F: Rai News 24, Televideo (Nucleo sottotitoli e servizi), redazione centrale nazionale della TGR e redazione e studio del TGR Lazio
- Palazzina G1: Rai Sport, servizi tecnici e direzione CPTV
- Palazzina G2: Rai Radio 1, Giornale Radio Rai, Rai Parlamento, Rai Gr Parlamento, Rai Isoradio, CCISS
- Palazzina H: Rai Cultura
- Palazzina I: servizi tecnici vari e generatori elettrici di emergenza.

## Studi e programmi
I programmi realizzati nel centro nella stagione televisiva 2024/2025 sono:
- Studio David Sassoli[4]: TG1 (e rubriche), TG1 Mattina
- Studio TG2: TG2 (e rubriche)
- Studio TG3: TG3 (e rubriche, eccetto l'edizione delle 12:00)
- Studio Rai News 24: Rai News 24
- Studio TGR Lazio: TGR Lazio (e rubriche), Cristianità[5]
- Studio 3: Unomattina (diretta), Unomattina Weekly (diretta), Buongiorno benessere (diretta), A Sua immagine (diretta), Timeline (diretta), Petrolio (registrato)
- Studio 4: Elisir (diretta), Re Start (diretta), Mi manda Raitre (diretta), Il confronto (registrato), Casa Italia (diretta), Punti di vista (registrato), Mano a mano (registrazione)
- Studio 5: 90º minuto (diretta), TG Sport Sera (solo domenica in diretta), L'Altra DS (in diretta)
- Studio 6: - attualmente nessuna produzione -
- Studio 7: - attualmente nessuna produzione -
- Studio 8: TG Sport (edizioni Mattina, Notte e Sera eccetto il sabato va in onda in diretta)
- Studio 9: Rai Parlamento (TG e le rubriche Settegiorni, Punto Europa, Spaziolibero sono in diretta ad eccezione delle rubriche)
- Studio 10:  - attualmente nessuna produzione -

Gli studi di TG1, TG2, TG3, Rai News 24, TGR Lazio, il 3, il 4, il 5, il 7 e l'8 sono stati convertiti per trasmettere programmi in HDTV.

## Programmi del passato
Sono andati in onda da questi studi programmi televisivi come Il Castello, Ogni cosa è illuminata, Uno Weekend, Dedicato, Storie maledette, Quelle brave ragazze..., Mese azzurro, Pick Up - Storie a 45 giri, Zona B, Zona 11 pm, Occhio alla spesa, Opera Aperta, le dirette da studio per il campionato mondiale professionistico di biliardo 2019 e per i sorteggi della fase finale del campionato europeo di calcio 2020, Tutta salute, Insonnia, Stracult live show, C'è tempo per..., Più o meno, Mompracem - L'isola dei documentari, A conti fatti, Tempo & denaro, Buono a sapersi, #Maestri, L'Italia con voi (in onda su Rai Italia e Rai 1), Alla scoperta del ramo d'oro, Dribbling Europei, Notti Europee e tanti altri.

## Mezzi di trasporto
|  | È raggiungibile dalla stazione Centro Rai. |